# Вальтер Борхерс
Вальтер Борхерс (нім. Walter Borchers; 22 січня 1916, Бад-Цвішенан- 6 березня 1945, біля Альтенбурга) — німецький льотчик-ас винищувальної авіації, оберстлейтенант люфтваффе. Кавалер Лицарського хреста Залізного хреста.

## Біографія
Напочатку Другої світової війни Борхерс бів пілотом 5-ї ланки 76-ї ескадри важких винищувачів, в кінці 1940 року став командиром ланки. Під час Французької кампанії і битви за Британію збив 10 ворожих літаків. В 1941 році його підрозділ був переформований у 8-му ланку 3-ї нічної винищувальної ескадри, яка діяла на внутрішньому фронті.
З 22 квітня 1943 до 23 березня 1944 року — командир 3-ї групи 5-ї нічної винищувальної ескадри, після цього призначений майором і командиром 5-ї нічної винищувальної ескадри.
Вальтер Борхерс загинув 6 березня 1945 року на північний схід від Альтенбурга: його Junkers Ju 88 G-6 «C9+GA» (бортовий номер 622 319) був збитий британським винищувачем De Havilland Mosquito з 239-ї ескадрильї Королівських ВПС, який пілотували вінг-командер (підполковник) Волтер Гібб і флаїнг-офіцер (лейтенант) Кендал.
Всього Борхерс здійснив 300 бойових вильотів і одержав 59 перемог: 43 нічних, 10 денних і 6 чотирьохмоторних бомбардувальників.

## Родина
Старші брати — Герман і Адольф, також кавалери Лицарського хреста Залізного хреста.

## Нагороди
- Нагрудний знак пілота
- Залізний хрест 2-го і 1-го класу
- Німецький хрест в золоті (12 липня 1943) — як обер-лейтенант і пілот 8-ї ланки 3-ї групи 3-ї нічної винищувальної ескадри.
- Лицарський хрест Залізного хреста (27 липня 1944) — як майор і командир 5-ї нічної винищувальної ескадри.
- Авіаційна планка винищувача в бронзі